# Encantamiento de serpientes

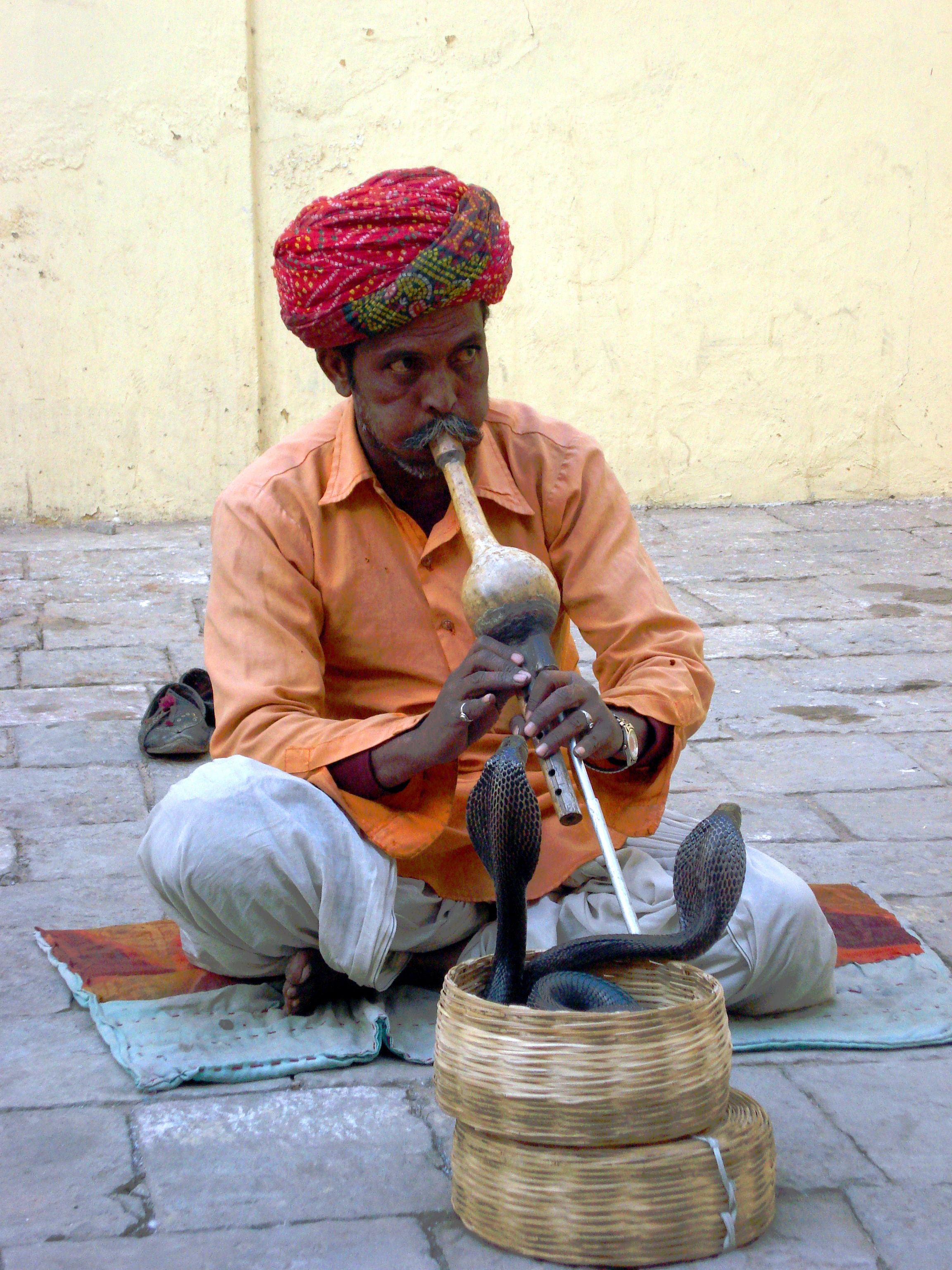
Encantador de serpientes en Jaipur (India) en 2007.

El encantamiento de serpientes es una práctica que aparenta hipnotizar a una serpiente tocando un instrumento llamado pungi. Un espectáculo típico puede incluir también el manejo de las serpientes o la realización de otros actos aparentemente peligrosos, así como otras actuaciones, como malabares y juegos de manos. La práctica es más común en la India, aunque otros países asiáticos como Pakistán, Bangladés, Sri Lanka, Tailandia y Malasia también son comunes este tipo de artistas, al igual que los países del norte de África como Egipto, Marruecos y Túnez.
Muchos encantadores de serpientes viven una existencia errante, visitando ciudades y pueblos en los días de mercado y en las fiestas. Por un lado, el encantador normalmente se encuentra fuera del rango de posible mordedura, aunque su animal es lento y reacio a atacar de todos modos. Medios más drásticos de protección incluyen la eliminación de los colmillos de la criatura o glándulas de veneno, o incluso coser la boca de la serpiente. Las especies más populares son las nativas de la región de origen del encantador de serpientes, por lo general varios tipos de cobras, aunque también se utilizan víboras y otros tipos.

## Historia

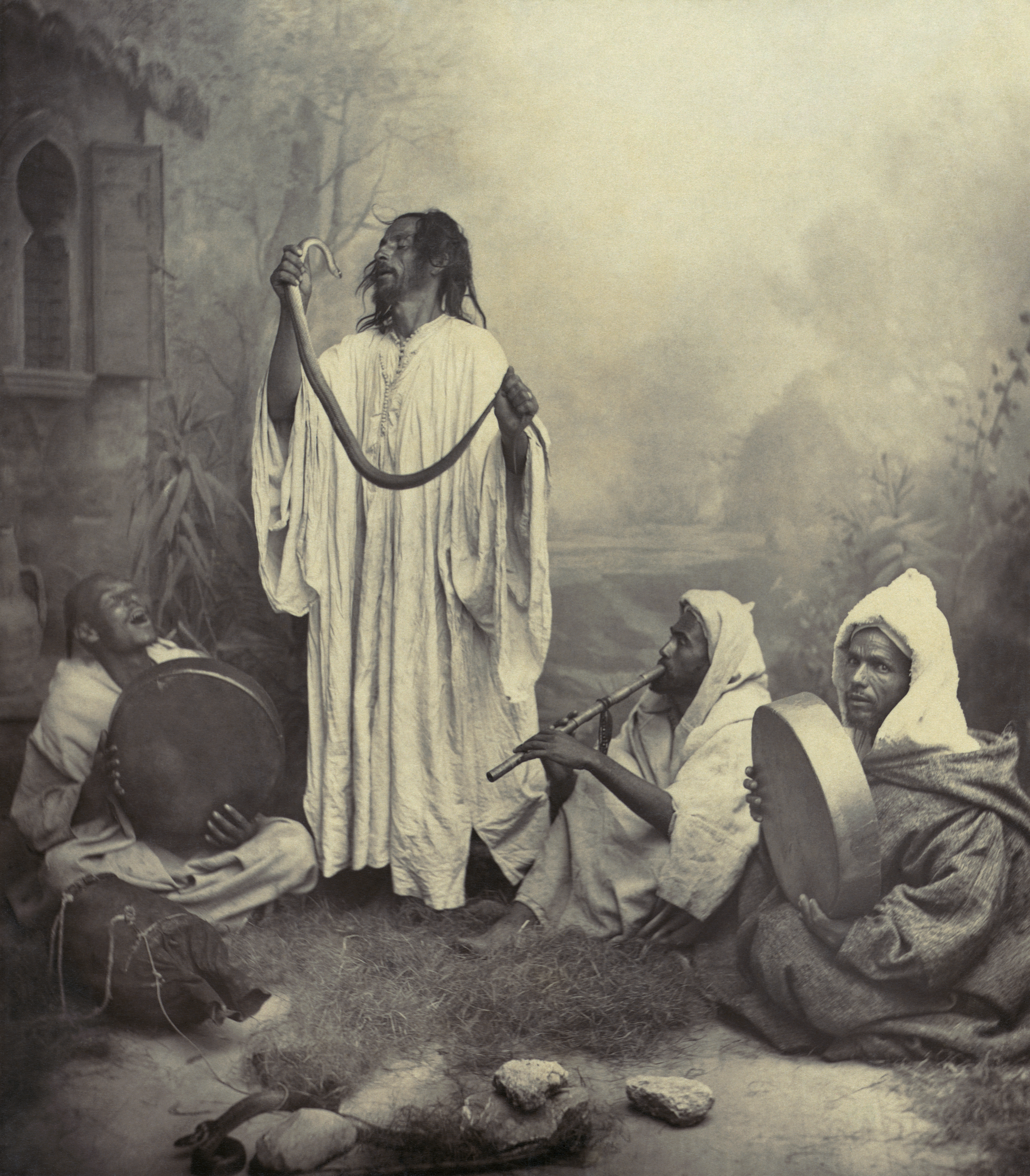
Encantadores de serpientes en Marruecos a finales del.

La evidencia más antigua de la práctica del encantamiento de serpientes proviene de fuentes del antiguo Egipto. Los encantadores actuaban allí principalmente como magos y curanderos. Parte de sus estudios implicaban aprender los distintos tipos de serpientes, los dioses a los que estaban consagradas y cómo tratar a quienes eran mordidos por los reptiles. El entretenimiento también formaba parte de su repertorio, y sabían cómo manejar a los animales y encantarlos para sus clientes.
Uno de los primeros registros de encantadores de serpientes aparece en la Biblia en el Salmo 58:3-5: 

"El impío se aparta del nacimiento, los mentirosos se pierden tan pronto como nacen. Su veneno es como el de una serpiente, como el de una serpiente sorda que no oye, que no responde a los magos, o a un experto encantador de serpientes ".

El encantamiento de serpientes tal como existe hoy probablemente se originó en la India. El hinduismo ha considerado durante mucho tiempo que las serpientes son sagradas; se cree que los animales están relacionados con los nagas, y muchos dioses se representan bajo la protección de la cobra. Con el tiempo se extendió por todo el sudeste de Asia, Oriente Medio y África del Norte. A pesar de haber tenido una época dorada en el siglo XX, los encantadores de serpientes en la actualidad están en peligro de extinción. Esto es debido a una variedad de factores, el principal de ellos la reciente ejecución de una ley de 1972 en la India, que contempla la prohibición de la propiedad de serpientes. En represalia, los encantadores de serpientes se han organizado en los últimos años, en protesta por la pérdida de su único medio de subsistencia, y el gobierno ha hecho algunas propuestas para ellos.

## Técnica
Los encantadores de serpientes suelen caminar por las calles de las ciudades con sus serpientes en cestas o macetas que cuelgan de un poste de bambú colgada sobre el hombro. Los encantadores cubren estos contenedores con paños entre actuaciones. La vestimenta en la India, Pakistán y los países vecinos suele ser la misma: el pelo largo, un turbante blanco, pendientes y collares de conchas o perlas. Una vez que el artista encuentra un lugar satisfactorio para instalarse, pone sus ollas y canastas sobre él (a menudo con la ayuda de un equipo de asistentes que pueden ser sus aprendices) y se sienta con las piernas cruzadas en el suelo delante de un bote cerrado o cesta. Se quita la tapa, y luego comienza a tocar un instrumento flauta, hecho de una calabaza, conocido como pungi. Como si fuese absorbida por la melodía, una serpiente finalmente emerge del recipiente.